# Desmanthus tatuhyensis
Desmanthus tatuhyensis är en ärtväxtart som beskrevs av Frederico Carlos Hoehne. Desmanthus tatuhyensis ingår i släktet Desmanthus och familjen ärtväxter.

## Underarter
Arten delas in i följande underarter:
- D. t. brevipes
- D. t. tatuhyensis

## Bildgalleri

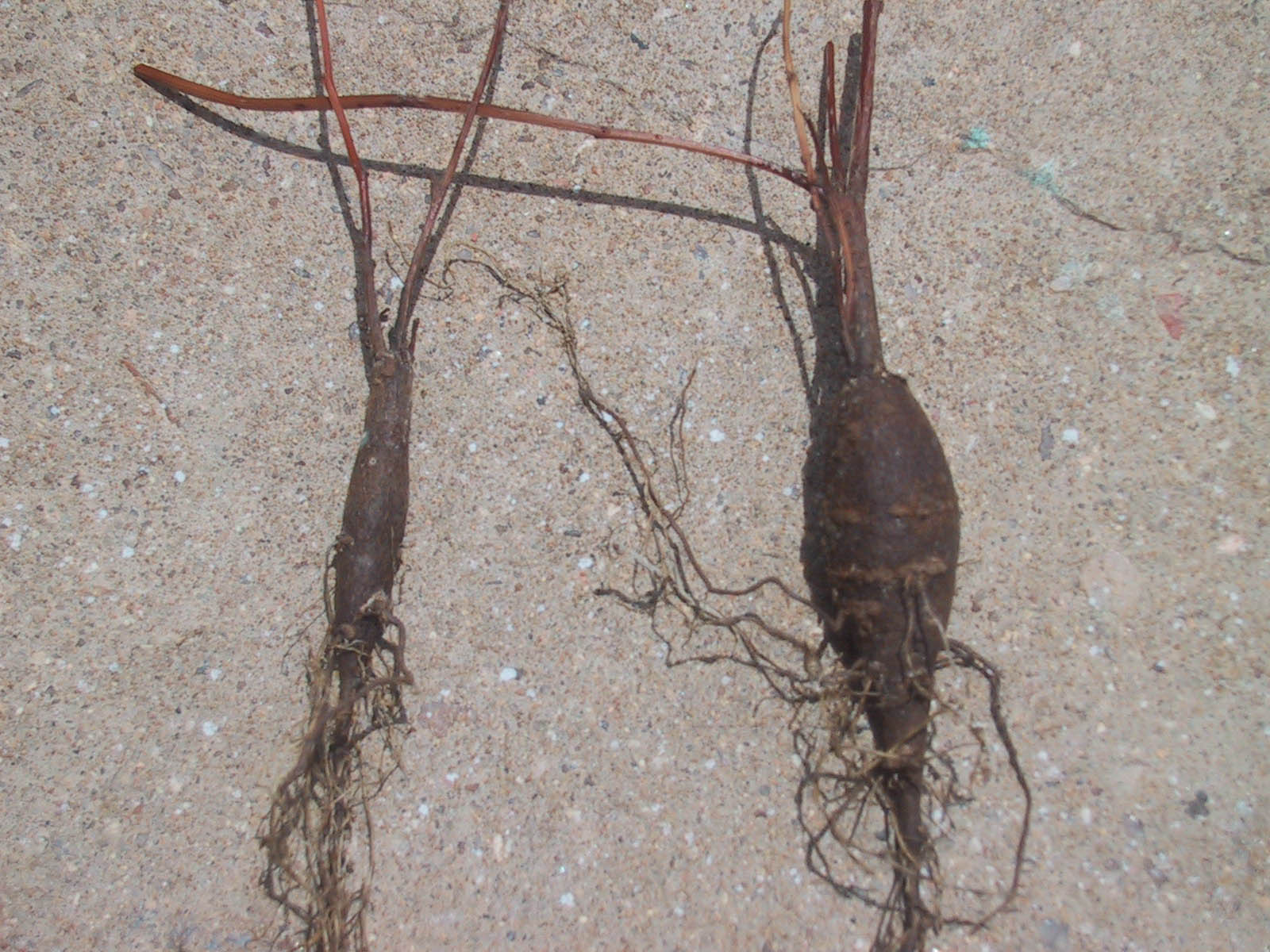